# Euchloe lotta
Euchloe lotta là một loài bướm trong họ Pieridae. Chúng thường xuất hiện ở vùng British Columbia.
Ấu trùng ăn các loài thực vật Arabis furcata, Arabis sparsiflora, Arabis bolboellii, và Halimolobos whitedi.